# Wabbaseka
Wabbaseka es un pueblo ubicado en el condado de Jefferson en el estado estadounidense de Arkansas. En el Censo de 2010 tenía una población de 255 habitantes y una densidad poblacional de 268,27 personas por km².

## Geografía
Wabbaseka se encuentra ubicado en las coordenadas 34°21′27″N 91°47′41″O / 34.35750, -91.79472. Según la Oficina del Censo de los Estados Unidos, Wabbaseka tiene una superficie total de 0.95 km², de la cual 0.94 km² corresponden a tierra firme y (0.82%) 0.01 km² es agua.

## Demografía
Según el censo de 2010, había 255 personas residiendo en Wabbaseka. La densidad de población era de 268,27 hab./km². De los 255 habitantes, Wabbaseka estaba compuesto por el 22.35% blancos, el 75.69% eran afroamericanos, el 0.39% eran amerindios, el 0% eran asiáticos, el 0% eran isleños del Pacífico, el 0% eran de otras razas y el 1.57% pertenecían a dos o más razas. Del total de la población el 1.57% eran hispanos o latinos de cualquier raza.